# Lancer du marteau masculin aux Jeux olympiques d'été de 1992
Navigation
Séoul 1988 Atlanta 1996
L'épreuve du lancer du marteau masculin aux Jeux olympiques de 1992 s'est déroulée les 1er et 2 août 1992 au Stade de Montjuïc de Barcelone, en Espagne. Elle est remportée par Andrey Abduvaliyev qui concourt pour l'équipe unifiée de l’ex-URSS.

## Résultats

### Finale
| Rang               | Athlète            | Pays                        | Essais | Essais | Essais | Essais | Essais | Essais | Marque  |
| Rang               | Athlète            | Pays                        | 1      | 2      | 3      | 4      | 5      | 6      | Marque  |
| ------------------ | ------------------ | --------------------------- | ------ | ------ | ------ | ------ | ------ | ------ | ------- |
| Médaille d'or      | Andrey Abduvaliyev | Équipe unifiée de l’ex-URSS | 78.56  | 80.18  | 80.34  | 82.54  | 79.12  | 82.24  | 82.54 m |
| Médaille d'argent  | Igor Astapkovich   | Équipe unifiée de l’ex-URSS | 80.02  | X      | 81.80  | 78.08  | 81.70  | 81.96  | 81.96 m |
| Médaille de bronze | Igor Nikulin       | Équipe unifiée de l’ex-URSS | 78.46  | 78.56  | X      | 78.32  | 80.44  | 81.38  | 81.38 m |
| 4                  | Tibor Gécsek       | Hongrie                     | 77.78  | 75.78  | X      | 75.54  | X      | 76.58  | 77.78 m |
| 5                  | Jüri Tamm          | Estonie                     | 76.36  | 77.00  | X      | 76.80  | 75.82  | 77.52  | 77.52 m |
| 6                  | Heinz Weis         | Allemagne                   | 76.72  | X      | 76.90  | X      | 75.32  | 76.28  | 76.90 m |
| 7                  | Lance Deal         | États-Unis                  | X      | 76.84  | 74.92  | X      | 75.06  | 76.42  | 76.84 m |
| 8                  | Sean Carlin        | Australie                   | 75.08  | 76.16  | 75.10  |        |        |        | 76.16 m |
| 9                  | Johann Lindner     | Autriche                    | 75.14  | 73.36  | 74.26  |        |        |        | 75.14 m |
| 10                 | Christophe Epalle  | France                      | 74.24  | 74.84  | 74.74  |        |        |        | 74.84 m |
| 11                 | Enrico Sgrulletti  | Italie                      | 72.98  | 72.34  | X      |        |        |        | 72.98 m |
| —                  | Jud Logan          | États-Unis                  | —      | —      | —      |        |        |        | DSQ     |

## Légende
Records et Performances
- AR : Record continental (area record)
- CR : Record des championnats (championship record)
- MR : Record du meeting (meet record)
- NR : Record national (national record)
- OR : Record olympique (olympic record)
- PR : Record paralympique (paralympic record)
- PB : Record personnel (personal best)
- SB : Meilleure performance personnelle de la saison (season's best)
- WL : Meilleure performance mondiale de l'année (world leader)
- WJR : Record du monde junior (world junior record)
- WR : Record du monde (world record)

Circonstances et Conditions
- DNF : N'a pas terminé (did not finish)
- DNS : N'a pas pris le départ (did not start)
- DQ : Disqualification (disqualification)
- NM : Aucun essai valable enregistré (No Mark)
- Q : Qualifié « directement » au prochain tour (ou à la prochaine compétition), lors d'une compétition majeure, grâce au classement ou à la réalisation des minima (automatic qualifier)
- q : Qualifié au prochain tour (ou à la prochaine compétition), lors d'une compétition majeure, grâce au repêchage ou à la réalisation de l'une des meilleures performances parmi celles des « non qualifiés directement » (grâce au meilleur temps ou à la meilleure distance par exemple) (secondary qualifier)